# Benjamin Goller
Benjamin Goller (Reutlingen, 1º gennaio 1999) è un calciatore tedesco, centrocampista del Norimberga.

## Caratteristiche tecniche
È un esterno destro.

## Carriera

### Club
Cresciuto nel settore giovanile dello Schalke 04, il 29 aprile 2019 è stato acquistato dal Werder Brema. Ha esordito in prima squadra il 14 settembre seguente disputando l'incontro di Bundesliga vinto 2-1 contro l'Union Berlino.
Il 23 luglio 2020 viene ceduto in prestito al Karlsruhe.
Il 28 giugno 2021 viene ceduto nuovamente in prestito, questa volta al Darmstadt.

### Nazionale
Ha giocato nelle nazionali giovanili tedesche Under-18, Under-19 ed Under-20.

## Statistiche
Statistiche aggiornate al 25 settembre 2019.

### Presenze e reti nei club
| Stagione        | Squadra         | Campionato      | Campionato | Campionato | Coppe nazionali | Coppe nazionali | Coppe nazionali | Coppe continentali | Coppe continentali | Coppe continentali | Altre coppe | Altre coppe | Altre coppe | Totale | Totale | Totale |
| Stagione        | Squadra         | Comp            | Pres       | Reti       | Comp            | Pres            | Reti            | Comp               | Pres               | Reti               | Comp        | Pres        | Reti        | Pres   | Reti   |        |
| --------------- | --------------- | --------------- | ---------- | ---------- | --------------- | --------------- | --------------- | ------------------ | ------------------ | ------------------ | ----------- | ----------- | ----------- | ------ | ------ | ------ |
| 2019-2020       | Werder Brema    | BL              | 3          | 0          | CG              | 0               | 0               |                    | -                  | -                  |             | -           | -           | 3      | 0      |        |
| Totale carriera | Totale carriera | Totale carriera | 3          | 0          |                 | 0               | 0               |                    | -                  | -                  |             | -           | -           | 3      | 0      |        |